# Guilherme Menezes
 Guilherme Menezes de Andrade (Iguaí, 12 de dezembro de 1943) é um médico e político brasileiro formado pela Escola Bahiana de Medicina. Em 1994, foi eleito deputado estadual e, em 1997, foi conduzido pela primeira vez à Prefeitura de Vitória da Conquista, tendo sido reeleito em 2000. Depois de três anos como prefeito, Guilherme foi eleito deputado federal. Em 2012 foi reeleito no segundo turno a prefeito de Vitória da Conquista, sendo este o seu quarto mandato à frente da prefeitura da cidade. 
Em 2003, Guilherme Menezes assumiu a cadeira de Deputado Federal. Já no primeiro mandato, foi titular da Comissão de Seguridade Social e Família, tendo sido relator do projeto da área de saúde em discussão no país – Emenda 29.
Reeleito deputado federal em 2006, Guilherme Menezes atuou como titular da Comissão de Ciência e Tecnologia e suplente na Comissão de Seguridade Social e Família.

## Pedido de cassação
Em 2012, a coligação que perdeu as eleições para prefeito, protocolou na Justiça Eleitoral uma ação pedindo a investigação judicial eleitoral contra Guilherme Menezes (PT) e seu vice Joás Meira (PSB). 
 Em 2015, por unanimidade o Tribunal Regional Eleitoral da Bahia julgou improcedente a ação contra o prefeito Guilherme Menezes e seu vice. 